# Wahlen zur South West African Legislative Assembly 1950
- NPSWA: 13
- UNSWP: 3

Die Wahlen zur South West African Legislative Assembly im Jahr 1950 waren die sechsten (von neun) Wahlen im Mandatsgebiet Südwestafrika. Sie fanden am 30. August 1950 statt.
Das Wahlrecht war gegenüber den bisherigen Wahlen modifiziert worden. Gewählt wurde nun in achtzehn (statt wie vorher in zwölf) Ein-Personen-Wahlkreisen. Dafür wurde die bisherige Regelung gestrichen, dass der südafrikanische Administrator des Mandatsgebietes sechs weitere Abgeordnete ernannte. Wahlberechtigt waren weiterhin ausschließlich die weißen Einwohner, nicht die schwarze Bevölkerungsmehrheit. Die in Südwestafrika lebenden deutschstämmigen Bewohner wurde 1946 Internierungslager nach Südafrika entlassen.
Neben der United National South West Party (UNSWP), die die letzten Wahlen, die Wahlen zur South West African Legislative Assembly 1945, gewonnen hatte, trat mit der National Party of South West Africa (NPSWA) eine neue Partei die Macht an.

## Wahlergebnisse nach Wahlkreisen
| Nr.    | Wahlkreis     | UNSWP  | National Party of South-West Africa | abgegebene Stimmen | Wahlkreissieger |
| ------ | ------------- | ------ | ----------------------------------- | ------------------ | --------------- |
| 1      | Aroab         | 528    | 585                                 | 1113               | NPSWA           |
| 2      | Gobabis       | 594    | 692                                 | 1286               | NPSWA           |
| 3      | Grootfontein  | 587    | 918                                 | 1505               | NPSWA           |
| 4      | Keetmanshoop  | 540    | 627                                 | 1167               | NPSWA           |
| 5      | Lüderitzbucht | 549    | 684                                 | 1233               | NPSWA           |
| 6      | Maltahöhe     | 469    | 608                                 | 1077               | NPSWA           |
| 7      | Mariental     | 576    | 587                                 | 1163               | NPSWA           |
| 8      | Okahandja     | 523    | 698                                 | 1221               | NPSWA           |
| 9      | Otjikondo     | 381    | 786                                 | 1167               | NPSWA           |
| 10     | Otjiwarongo   | 479    | 661                                 | 1140               | NPSWA           |
| 11     | Outjo         | 488    | 828                                 | 1316               | NPSWA           |
| 12     | Rehoboth      | 650    | 538                                 | 1188               | UNSWP           |
| 13     | Swakopmund    | 625    | 623                                 | 1248               | UNSWP           |
| 14     | Usakos        | 471    | 707                                 | 1178               | NPSWA           |
| 15     | Warmbad       | 536    | 572                                 | 1108               | NPSWA           |
| 16     | Windhuk-Ost   | 751    | 676                                 | 1427               | UNSWP           |
| 17     | Windhuk-Nord  | 626    | 713                                 | 1339               | NPSWA           |
| 18     | Windhuk-West  | 675    | 846                                 | 1521               | NPSWA           |
| Gesamt | Gesamt        | 10.048 | 12.349                              | 22.397             |                 |